# Đoni Novak
Đoni Novak (Lubiana, 4 settembre 1969) è un ex calciatore sloveno, di ruolo centrocampista.

## Palmarès

### Club
- Coppa di Jugoslavia: 1

Partizan Belgrado: 1991-1992
- Campionato sloveno: 2

Olimpia Lubiana: 1993-1994, 1994-1995
- Coppa di Slovenia: 1

Olimpia Lubiana: 1995-1996
- Campionato greco: 1

Olimpiakos: 2002-2003